# セイ!ヤング21
『セイ!ヤング21』（セイヤングにじゅういち）は文化放送で1969年 - 1994年に放送されていた「セイ!ヤング」の復活版として2001年10月にスタートしたラジオ番組。テーマ曲は、『夜明けが来る前に』（別名：セイ!ヤングのテーマ）。
開始当初は日替わりパーソナリティとなっていたが、2003年4月以降は『甲斐よしひろのセイ!ヤング21』として放送されている。

## 概要

### セイ!ヤング21
- 2001年度下半期

月 - 金曜19:00 - 21:00の帯番組として放送。さだまさし（月曜）、大友康平（火曜）、ばんばひろふみ&谷村新司（水曜）、ダチョウ倶楽部（木曜）、甲斐よしひろ（金曜、アシスタントとして松藤英男）が日替わりでパーソナリティを務めた。また土曜の20:00 - 21:00でも「セイ!ヤング21スペシャル」として、一夜限りのゲストパーソナリティを迎え放送した。
- 2002年度上半期

ナイター編成に伴い、『甲斐よしひろのセイ!ヤング21』として木曜19:00 - 20:00に放送した。
- 2002年度下半期

再び月 - 金曜19:00 - 21:00の帯番組となり、さだ（月曜）、甲斐（火曜）、ばんば&谷村（水曜）、杉山清貴&松本和巳（木曜、後に森下千里も参加）、吉田拓郎（金曜）が日替わりでパーソナリティを務めた。
また、このシーズンは、21時台にネット局向けに放送された（文化放送で2時間生放送された内容を50分または1時間に編集して放送。翌年から『ラジオアミューズメントパーク』に転換）。

### 甲斐よしひろのセイ!ヤング21
- 2003年4月 - 2005年3月

ナイターシーズンは木曜19:00 - 20:00、ナイターオフシーズンは金曜19:00 - 21:00（一部ローカル局は金曜21:00 - 22:00）に放送した。
- 2005年度上半期

定時放送は一旦終了し、『文化放送ライオンズナイタースペシャル』として、野球中継予定のない日のうち計6回、20:00 - 21:30に放送された。
- 2005年度下半期

定時放送再開。金曜19:00 - 20:00（一部ローカル局は金曜21:00 - 22:00）に放送。
- 2006年度上半期

ナイター編成に伴い、月曜19:00 - 20:00に放送時間変更。
- 2006年度下半期

月曜は『竹内靖夫の電リク・ハローパーティー』を放送しないことが発表され、引き続き月曜19:00 - 20:00の放送。
- 2007年4月 - 2011年3月

番組枠が月曜19:00 - 19:30の30分番組となり、内容も甲斐とゲストとの対談形式になる。ゲストのないときはリスナーからのお便り、メールの紹介や選曲特集を放送（野球中継が月曜日に組まれた場合や、2008年の北京オリンピック期間中などは別曜日へ移動、または休止）。
- 2011年度上半期

定時放送が完全に終了し、ここからは不定期放送となる。『文化放送サンデープレミアム』として、野球中継予定のない日曜日に月1回程度放送される（2005年4月～9月に近い形式となる）ことになり、4月10日・7月10日の17:57 - 19:30、5月8日・5月29日・9月25日の17:57 - 20:00と、計5回放送された。
- 2011年度下半期

月1回ペースでの放送を継続。『文化放送マンデープレミアム』として、毎月第一月曜19:00 - 20:00に放送された（第1月曜日が野球中継にあたった場合は、第3月曜に振り替えられることになっていたが、この期間では実例発生せず）。
- 2012年度上半期

月1回ペースでの放送を継続。前年度同様に『文化放送サンデープレミアム』（6月まで）、『SET UPスペシャル』（7月から）として、野球中継予定のない日曜のうち、4月15日・5月13日・6月3日・6月24日・7月8日・9月9日の計6回の放送された。放送時間は原則として、6月までは17:57 - 19:30、7月からは18:00 - 19:30と、約1時間半となっている。
特に7月8日と9月9日の放送はNRNナイターの雨傘番組扱いとして、大阪のABCラジオにもネットされた。ABCラジオで『セイ!ヤング』レーベルの番組が放送されるのは異例（過去には『さだまさしのセイ!ヤング』が競合局のMBSラジオまたはラジオ大阪にネットされていた）。ただし、ABCラジオでは編成の都合上、18:25（正確にはABCのスタジオからの内容紹介があるため18:26頃）からの飛び乗りでの放送となっており、当日の阪神戦デーゲームの終了時間によってはさらに開始が遅延する可能性もあったが、両日ともこれ以上の遅延はなかった。
- 2012年度下半期

月1回ペースでの放送を継続。『文化放送ウェンズデープレミアム』として、毎月第1水曜の21:00 - 22:00に放送された。
- 2013年4月 - 6月

月1回ペースでの放送を継続。当年度は日曜のプロ野球中継のレギュラー放送が事実上解消される関係で、野球中継予定のない土曜のうち、4月6日・5月4日・6月1日に『（文化放送ホームランナイター）SET UPスペシャル』として放送された。4月6日と6月1日は19:30-21:00の放送で、NRNナイターの雨傘番組扱いとしてSTVラジオ・茨城放送・福井放送・山口放送・高知放送にもネットされた。一方、5月4日分は文化放送とネット局で別編成となったため、文化放送のみの19:00 - 20:00の放送であった。
- 2013年7月 - 9月

月1回ペースでの放送を継続。この時期は土曜もプロ野球のナイター開催が増え、週末の放送枠が確保できないため、野球中継予定のない平日のうち、7月11日と9月20日の19:00 - 20:00に『文化放送ライオンズナイターSET UPスペシャル』としての放送となり、文化放送ローカルでの放送に戻った。
- 2013年度下半期

月1回ペースでの放送を継続。『文化放送フライデープレミアム』として、月1回金曜の19:00 - 20:00に放送された。今回は放送週が一定せず、10月11日・11月22日・12月6日・1月3日・2月14日・3月21日にそれぞれ放送された。
- 2014年度上半期

月1回ペースでの放送を継続。野球中継予定のない平日に文化放送ローカルの『文化放送ライオンズナイターSET UPスペシャル』として放送される場合もあれば、土曜日にNRNナイター雨傘番組扱いの『（文化放送ホームランナイター）SET UPスペシャル』として放送される場合もあり、どちらかのケースで臨機応変に放送枠が設定される。平日ナイター枠では4月29日・6月20日・7月4日の19:00 - 20:00、NRN土曜ナイター枠では5月24日の19:00 - 21:00ならびに9月13日の19:00 - 20:00に放送（5月24日と9月13日は茨城放送・福井放送・山口放送・高知放送にもネットされたが、STVとABCは自社制作番組のためネットせず）。
- 2014年度下半期

『文化放送ウェンズデープレミアム』として、文化放送ローカルで水曜19:00 - 20:00に不定期放送。ただしこの期間は放送のない月もあり、10月8日・11月26日・12月31日・2月25日と4回の放送にとどまり、この時期から放送機会が減少する。
- 2015年度上半期

この期間も半年間で4回の放送。野球中継予定のない土曜日に『（文化放送ホームランナイター）SET UPスペシャル』として放送。4月10日・9月12日の20:00 - 21:00、5月23日の19:30 - 21:00にそれぞれ、NRNナイター雨傘番組扱いとして茨城放送・福井放送・山口放送・高知放送にも（9月12日のみ加えてSTVラジオにも）ネットして放送。さらに文化放送ローカルの『文化放送ライオンズナイターSET UPスペシャル』として、7月9日の20:00 - 21:30にも放送された。なお、高知放送はこの期を最後にネットを離脱した。
- 2015年度下半期

前年同様に『文化放送ウェンズデープレミアム』として、文化放送ローカルで水曜19:00 - 20:00に不定期放送。放送機会はさらに減少し、10月7日・12月30日・2月17日と、半年間で3回の放送となった。
- 2016年度上半期

この期間も半年間で3回の放送。野球中継予定のない土曜日のうち4月16日・6月4日・9月24日の20:00 - 21:00に『（文化放送ホームランナイター）SET UPスペシャル』として、NRNナイター雨傘番組扱いとしてSTVラジオ（9月24日を除く）・茨城放送・福井放送・山口放送にネットして放送。なお、STVラジオはこの期を最後にネットを離脱した。
- 2016年度下半期

前年同様に『文化放送ウェンズデープレミアム』として、文化放送ローカルで水曜21:00 - 22:00に不定期放送。引き続き半年間で3回の放送で、11月23日・1月25日・3月1日に放送された。
- 2017年度上半期

野球中継予定のない土曜日のうち4月8日・5月13日の20:00 - 21:00に、NRNナイター雨傘番組扱いの『（文化放送ホームランナイター）SET UPスペシャル』として茨城放送・福井放送・山口放送にネットして放送。さらに文化放送ローカルの『文化放送ライオンズナイターSET UPスペシャル』として6月29日の20:30-21:30にも放送された。半年間で3回の放送は継続しているものの、プロ野球の日程との兼ね合いで4 - 6月期に集中しての放送となった。なお、茨城放送はこの期を最後にネットを離脱した。
- 2017年度下半期

『文化放送サタデープレミアム』として、文化放送ローカルで土曜19:00 - 19:55に不定期放送。引き続き半年間で3回の放送で、10月14日・2月3日・3月17日に放送された。
- 2018年度上半期

引き続き半年間で3回の放送。野球中継予定のない土曜日のうち4月7日・6月23日・9月15日の20:00 - 21:00に、NRNナイター雨傘番組扱いの『（文化放送ホームランナイター）SET UPスペシャル』として福井放送と山口放送にネットして放送。『文化放送ホームランナイター』のレギュラー放送がこの期を最後に終了したため、地方局へのネットも9月15日の放送が最後となった。
- 2018年度下半期

前年同様に『文化放送サタデープレミアム』として、文化放送ローカルで土曜19:00 - 19:55に不定期放送。引き続き半年間で3回の放送で、11月10日・1月12日・3月2日に放送された。
- 2019年度上半期

前述のように週末のプロ野球中継のレギュラー放送が終了したため、野球中継予定のない平日に『文化放送ライオンズナイタースペシャル』として、文化放送ローカルで不定期放送。引き続き半年間で3回の放送で、5月2日（木曜日）・6月27日（木曜日）・9月10日（火曜日）の20:30 - 21:30に放送された。このうち5月2日の放送が、令和時代最初に放送された『セイ!ヤング』シリーズの番組となった。
- 2019年度下半期

『文化放送サタデープレミアム』（放送日時は土曜18:00 - 18:57に変更）として、文化放送ローカルで不定期放送。引き続き半年間で3回の放送で、11月30日・2月15日・3月21日に放送された。
- 2020年度上半期

『文化放送ライオンズナイタースペシャル』として、文化放送ローカルで20:00 - 21:00に不定期放送。新型コロナウイルス感染症の流行の影響でプロ野球の開幕は6月19日に延期されたが、本番組は当初のスケジュールに従い4月9日（木曜日）と6月16日（火曜日）に放送された。しかし、プロ野球開幕後の西武の移動日が原則月曜日のみとなったことから、これ以降の放送枠は確保できず、次の放送が秋以降とアナウンスされ、2回のみの放送に終わった。
- 2020年度下半期

前年同様に『文化放送サタデープレミアム』として、文化放送ローカルで土曜18:00 - 18:57に不定期放送。同年度上半期放送が2回に終わった分の補充を含め、12月5日・1月16日・2月6日・3月6日に放送された。
- 2021年度上半期

『文化放送ライオンズナイタースペシャル』として、文化放送ローカルで木曜20:00 - 21:00に不定期放送。例年通り半年間で3回の放送で、4月15日・6月17日・9月23日に放送された。
- 2021年度下半期

前年同様に『文化放送サタデープレミアム』として、文化放送ローカルで土曜18:00 - 18:57に不定期放送。例年通り半年間で3回の放送で、11月13日・1月22日・2月26日に放送された。
- 2022年度上半期

『文化放送ライオンズナイタースペシャル』として、文化放送ローカルで平日20:00 - 21:00に不定期放送。引き続き半年間で3回の放送で、4月7日（木曜日）・6月23日（木曜日）・9月9日（金曜日）に放送された。
- 2022年度下半期

9シーズンぶりに『文化放送フライデープレミアム』として、文化放送ローカルで金曜19:00 - 20:30に不定期放送。引き続き半年間で3回の放送で、11月25日・1月20日・2月24日に放送された。
- 2023年度上半期

『文化放送ライオンズナイタースペシャル』として、文化放送ローカルで木曜20:00 - 21:00に不定期放送。引き続き半年間で3回の放送で、4月27日・6月29日・9月28日に放送された。
- 2023年度下半期

『文化放送フライデープレミアム』（放送日時は金曜19:00 - 20:00に変更）として、文化放送ローカルで不定期放送。引き続き半年間で3回の放送で、11月24日・1月19日・3月1日に放送された。
- 2024年度上半期

『文化放送ライオンズナイタースペシャル』として、文化放送ローカルで木曜20:00 - 21:00に不定期放送。2020年度上半期以来となる半年間で2回の放送で、4月18日・9月5日に放送された。
- 2024年度下半期

文化放送ローカルで火曜19:00 - 20:00に不定期放送（火・水曜19・20時台に設定された同シーズンの夜ワイド『オトナのホンネ』を休止。なお『文化放送フライデープレミアム』は前年度と同様に編成）。同年度上半期に引き続き半年間で2回の放送で、11月26日・1月28日に放送された。
- 2025年度上半期

『文化放送ライオンズナイタースペシャル』として、文化放送ローカルで不定期放送。引き続き半年間で2回の放送で、4月3日（木曜日）20:00 - 21:00・8月8日（金曜日）20:00 - 21:30に放送された。
- 2025年度下半期

2シーズンぶりに『文化放送フライデープレミアム』として、文化放送ローカルで金曜19:00 - 20:00に不定期放送。初回は11月21日に放送予定。

### 備考
- さだまさしの担当した月曜日ではリスナーからのメッセージをはがきのみに限定し、他の曜日とは違い、EメールやFAXによる募集は一切行わなかった。
- 2001年度の木曜日を担当したダチョウ倶楽部は『セイ!ヤング』オリジナル版のパーソナリティを務めていないが、「当時の『セイ!ヤング』リスナーの視点で番組を放送する」と言う理由で起用された。
- 2003年3月までの帯番組時代は一部ローカル局への放送時間短縮による時差ネット（放送時間は月 - 金曜の21:00 - 22:00）を行った。また、さだ担当日のみ時差ネットを行った局（主に週末夜）もあった。
- 2003年10月以降のナイターオフシーズンは、文化放送では別番組、ローカル局は『ラジオアミューズメントパーク』の製作により番組枠が縮小され、2006年のナイターオフシーズンを最後に、2012年6月までローカル局へのネットはなかった。また2004年までのナイターシーズンは九州朝日放送（録音・短縮）と2局ネットで放送していたが、これはパーソナリティの甲斐の出身地が福岡県であることからの名残であろう。
- 甲斐のみの担当になってから定時放送終了まではアース製薬の一社提供となっていた。同時期の番組正式タイトルは『アース製薬Presents 甲斐よしひろのセイ!ヤング21』。
- これとは別に2007年4月2日から5月2日まで、平日午後枠の特別番組として『セイ!ヤング ネクステージ』が放送された。
- 2011年3月14日の放送は、特別編成のため19:00から20:00までの1時間枠で放送され、3日前に発生した東日本大震災関連のニュースを挟みつつ、リスナーからのメッセージや曲を流した。
- 2017 - 2021年度は、年度下半期の放送枠（文化放送サタデープレミアム）が55分（2017・2018年度…19:55より文化放送ニュース・天気予報・交通情報を放送）→57分（2019 - 2021年度…18:57より天気予報・交通情報を放送）となっていたが、番組サイド（番組エンディング次回告知での甲斐の言い回し、および番組ブログでの表記）は放送時期に関係なく「1時間の生放送」であると謳っていた。